# Jägers finlandais

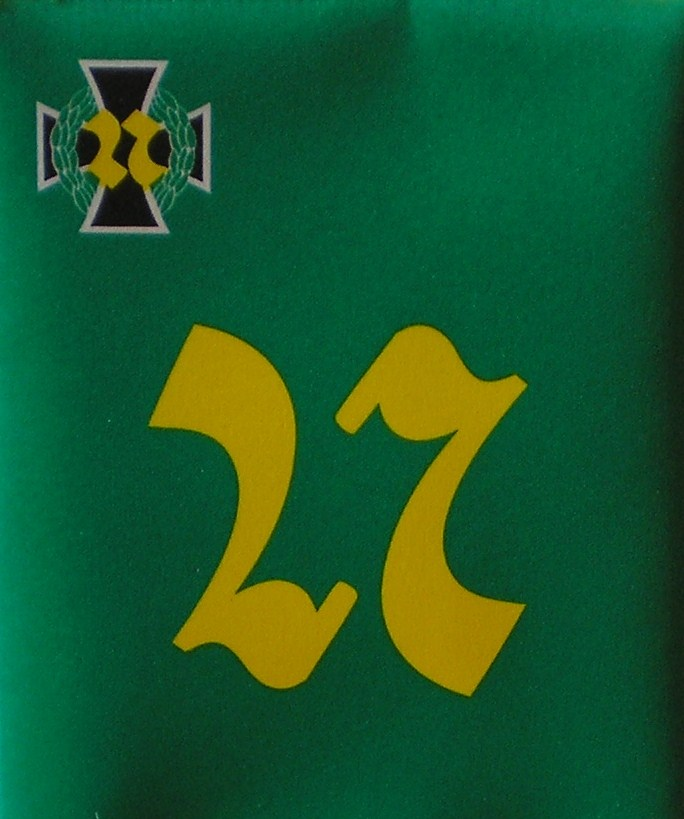
Drapeau du de jägers, unité fondatrice des jägers finlandais.

Les jägers finlandais (ou chasseurs finlandais) constituent un ensemble d'unités militaires servant dans l'armée finlandaise.

## Historiquement

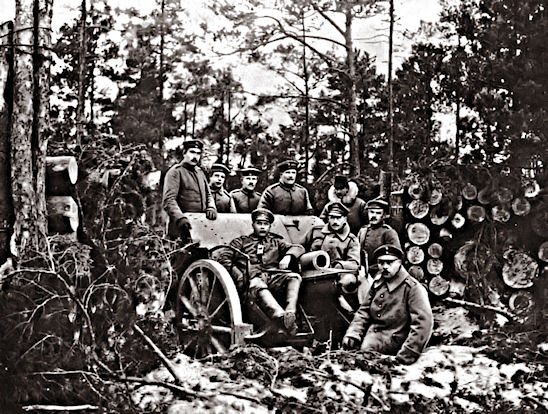
Chasseurs finlandais près de Riga à l'automne 1917.

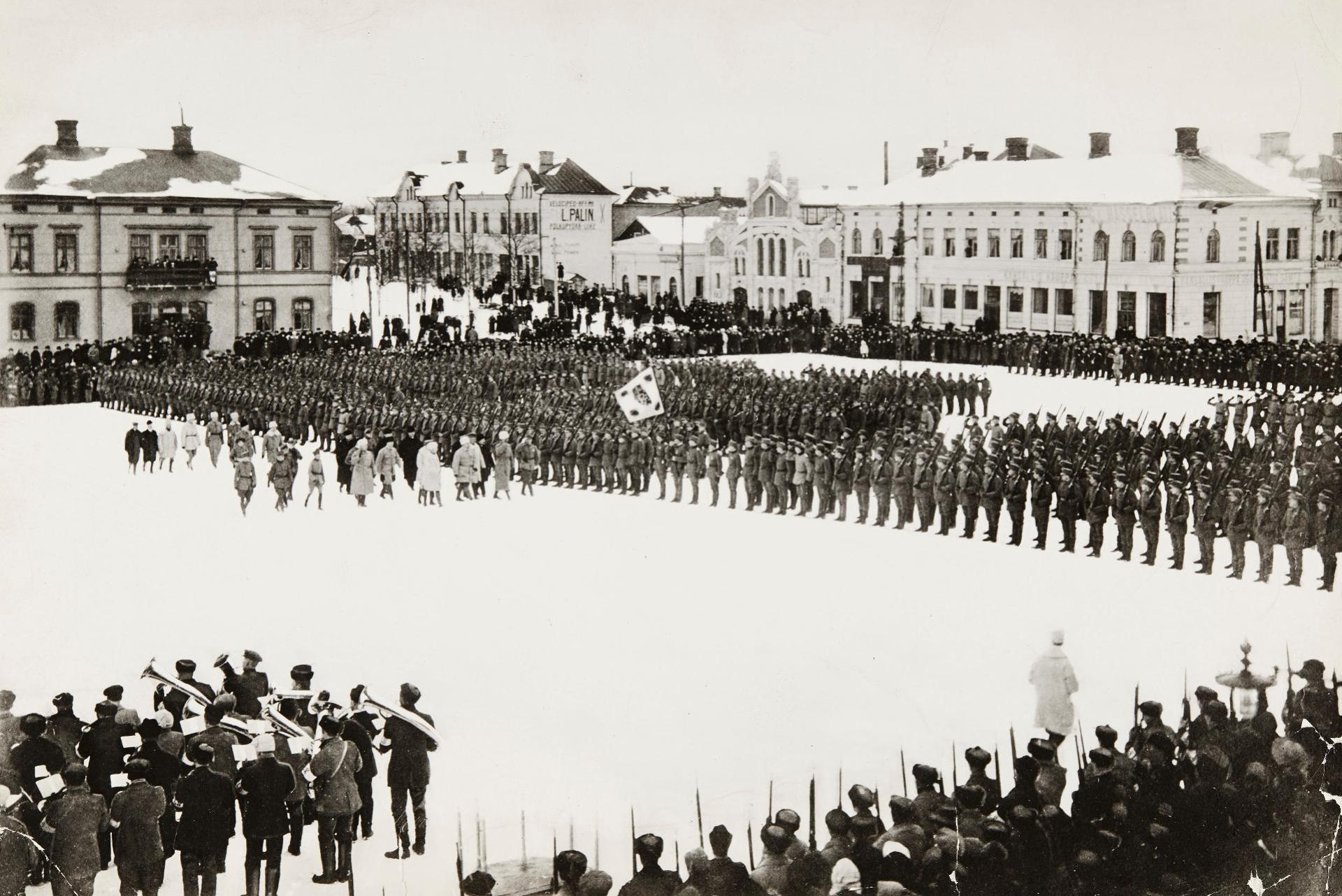
Des jägers finlandais paradant sur la place de Vaasa en 1918.

Les jägers finlandais étaient à l'origine des volontaires venus de Finlande, entraînés en Allemagne et constitués en formations de jägers (infanterie légère d'élite) durant la Première Guerre mondiale. Il s'agissait d'un des nombreux moyens employés par l'Allemagne afin d'affaiblir la Russie en lui faisant perdre ses provinces et dépendances occidentales. 
Le recrutement des jägers volontaires provenant du Grand-duché de Finlande russe devait rester secret, et se fit principalement dans les cercles sous influence allemande, notamment chez les étudiants de l'université et parmi les classes moyennes aisées. Toutefois, le recrutement n'était nullement restreint à ces couches de la population. D'une centaine au début 1915, ils passèrent à 800 en décembre puis à 1 500 en janvier 1916 pour culminer à 1 900 en 1917. Leur recrutement était à 41 % en provenance d'Ostrobotnie à 15 % d'Uusimaa et pour 12 % de Carélie. Pour ce qui était de leur origine sociale, 20 % étaient illettrés, 50 % ne sortaient que de l'école primaire, 17 % étaient des étudiants ; les ouvriers représentaient 30 % du recrutement pour 14 % d'agriculteur et 7 % de marins.
Le 20 novembre 1914 la réunion de création se déroule à Helsinki. Le 26 janvier 1915, les 200 premiers volontaires arrivent en Allemagne ; les premières formations se déroulent à Lockstedt. Le 31 mai 1916, les jägers finlandais prennent part en Estonie à leurs premiers combats.
Le consul d'Allemagne en Suède von Reichenau avait pris des contacts avec des nationalistes finlandais ; ils mirent en place une filière qui faisait passer aux recrues la frontière finlandaise pour se rendre en Allemagne via la Suède. En Allemagne, les volontaires recevaient leur formation au sein du 27e bataillon de jägers royaux prussiens. Le bataillon de jägers finlandais prit part à partir de 1916, dans les rangs de l'armée allemande, aux combats dans la zone nord du front oriental. Le 25 mars 1917 le bataillon est retiré du front.  
Après le déclenchement de la Guerre civile finlandaise, le 13 février 1918, les jägers désireux de s'engager aux côtés des « Blancs » (Conservateurs) furent relevés de leur service. En Finlande, ces 2 000 volontaires étaient tout simplement appelés « les jägers » (Jääkärit, mot finnois au pluriel). Les hommes vont à Vaasa prêter le serment du même nom qui les versent dans la Garde blanche.
Leur contribution à la victoire des Blancs fut cruciale, notamment en améliorant le moral des insurgés. Ayant reçu une formation, notamment par Lauri Malmberg, de troupe d'élite, ils étaient également aptes à assumer des fonctions d'officiers parmi les troupes sans entraînement ni formation de la guerre civile.
Juste après la guerre civile, ils furent autorisés à prendre le nom de jäger parmi les troupes. De nombreux jägers poursuivirent leur carrière militaire. Dans les années 1920, une rivalité opposa durablement les officiers ayant appartenu aux jägers à ceux ayant servi dans l'armée impériale russe. Cette opposition se conclut en faveur des jägers. En effet, la plupart des commandants de corps d'armée, de divisions ou de régiments durant la Guerre d'Hiver avaient appartenu aux jägers. La Marche des jägers composée par Jean Sibelius d'après le texte écrit par le jäger Heikki Nurmio constitue le chant de marche de nombreuses formations militaires finlandaises.

## Appropriation
La victoire des blancs leur permit une élaboration mythique, une construction des indépendantistes contre les perdants qui n'osèrent s'opposer à cette vision réductrice. Les conflits suivant contre l'U.R.S.S et la guerre froide qui s'ensuivit mirent sous le boisseau la participation des sociaux-démocrates, des rouges ; la construction nationale avait besoin d'un ferment fort. C'est sur cette base que le mot jäger se multiplia dans le langage commun et les unités militaires.

## De nos jours
À présent, certaines unités d'infanterie de l'Armée finlandaise portent le nom de jägers, en particulier l'infanterie mécanisée utilisant des véhicules de transport de troupes. L'infanterie mécanisée faisant l'usage de véhicules pour le combat d'infanterie porte quant à elle le nom de « panssari-jääkäri », soit « chasseurs blindés ». D'autres variantes existent, dont les jägers côtiers de la Marine finlandaise, les chasseurs de la garde du Régiment de jägers de la garde, parmi les forces spéciales parachutistes (Para jägers, jägers spéciaux), ainsi que chez les garde-frontières (jägers des frontières et jägers spéciaux des frontières).
Le terme « jäger » désigne également le rang de base dans l'infanterie et la Marine finlandaise. Ainsi, un conducteur, un infirmier ou un servant de mortier peut avoir le grade de jäger. Parmi les autres armes, des grades spécifiques comme celui de « tykkimies » (canonnier) sont équivalents à celui de chasseur. Le grade, plus ancien, de « sotamies » (soldat) n'est plus en usage dans les unités d'active, mais en temps de guerre, il reste d'usage parmi les unités d'infanterie.